# Алексакис, Василис

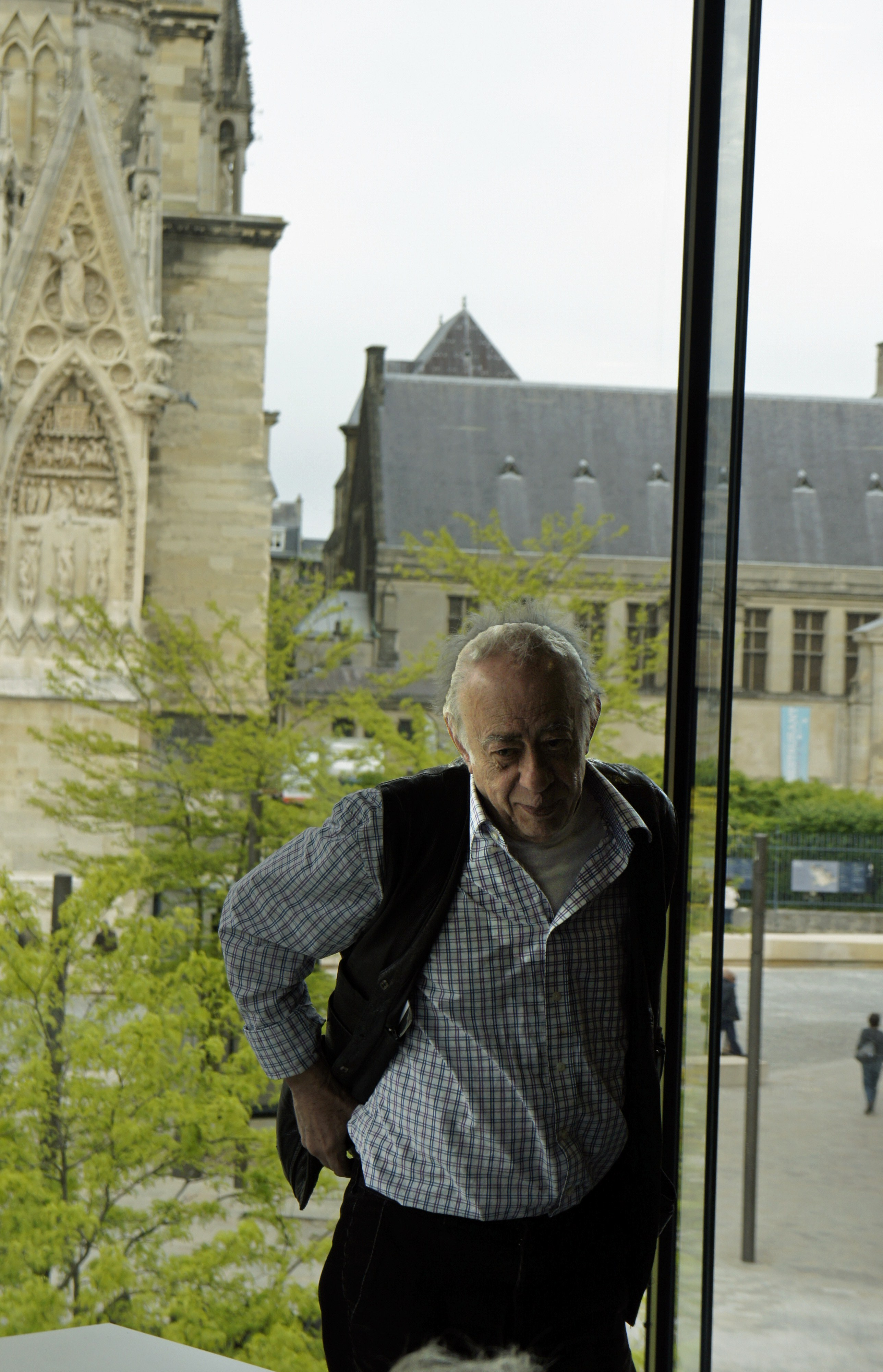
Василис Алексакис

Василис Алексакис (греч.  Βασίλης  Αλεξάκης , 25 декабря 1943, Афины, Греция — 11 января 2021) — греческий и французский писатель, журналист.

## Биография
Алексакис родился в оккупированных немцами Афинах, в декабре 1943 года. В возрасте 17 лет, получив стипендию, уехал в Лилль, Франция учиться журналистике. Стипендия не покрывала его расходы и он был вынужден подрабатывать в ресторане. После трёх лет учёбы Алексакис вернулся в Грецию для службы в армии, но с установлением диктатуры «чёрных полковников» бежал в Париж в 1968 году. Алексакис работал в Monde des livres в течение 15 лет. Сотрудничал с Le Monde, а также писал тексты для радиовещания. Алексакис пишет на двух языках, переводя сам себя с французского на греческий и, иногда, с греческого на французский. В 1995 году Алексакис получил Премию Медичи за роман «Материнский язык». В 1997 году Французская академия вручила Алексакису приз за роман «Отец». В 2004 году Алексакис получил государственный греческий приз за роман «Чужие слова». В 2007 году Французская академия вручила Алексакису Большую премию за роман «П. Р. Χ.» (Ap. J.-C. — После Рождества Христова). Действие романа происходит в основном на Афоне и темой его являются непростые отношения между античной Грецией и христианством а также гонения сторонников двенадцатибожия христианами. Алексакис сам перевёл свой роман на греческий. Под названием «μ.Χ.» роман встретил в Греции востороженный отзыв современных греческих сторонников двенадцатибожия, понимание части интеллигенции и холодный приём церковных кругов. В сентябре 2012 года Алексакис, второй раз после 2010 года, был номинирован на Гонкуровскую премию, за его новый роман « L’enfant grec».

## Работы

### На французском
- 1974: Сандвич-Le Sandwich. Paris: Julliard.
- 1975: Девушки города Бум-Бум-Les Girls de City-Boum-Boum. Paris: Julliard.
- 1978: Голова кошки-La Tête du chat. Paris: Le Seuil.
- 1978: Любовь моя-Mon amour! Città Armoniosa.
- 1985: Проверка удостоверения-Contrôle d’Identité. Paris: Le Seuil.
- 1987: Сыновья Кинг-Конга-Le fils de King Kong. Geneva: Les Yeux ouverts.
- 1989: Париж-Афины-Paris-Athènes. Paris: Le Seuil.
- 1992: До того-Avant. Paris: Le Seuil. (Prix Albert Camus, Prix Charles-Exbrayat, Prix Alexandre-Vialat)
- 1997: Отец-Papa. Paris: Fayard. (Erzählung, Prix de la Nouvelle de l’Académie française)
- 1997: Изобретение поцелуя-L’invention du baiser. Geneva: Nomades.
- 1999: Минтай Аляски-Le colin d’Alaska
- 2002: Чужие слова-Les mots étrangers. Paris: Stock.
- 2005: Я буду забывать тебя каждый день-Je t’oublierai tous les jours. Paris: Stock.
- 2007: п. Х.-Ap. J.-C. Paris: Stock.

### На греческом
- 1980: Тальго-Tάλγκο, εκδόσεις ΕΞΑΝΤΑΣ
- 1995: Материнский язык-Η Μητρική γλώσσα, εκδόσεις ΕΞΑΝΤΑΣ
- 1999: Сердце Маргариты- Η καρδιά της Μαργαρίτας, εκδόσεις ΕΞΑΝΤΑΣ

### Работы изданные в Греции
- Не зови меня Фофо-Μη με λες Φωφώ, εκδόσεις ΕΞΑΝΤΑΣ
- Девушки Сити Бум-Бум -Тα κορίτσια του Σίτυ Μπουμ-Μπουμ, εκδόσεις ΜΙΝΩΑΣ
- Может следует отключить фонтаны когда идёт дождь ?-Μήπως πρέπει να κλείσουμε τα σιντριβάνια όταν βρέχει;, εκδόσεις ΜΙΝΩΑΣ
- Париж-Афины -Παρίσι — Αθήνα, εκδόσεις ΕΞΑΝΤΑΣ
- До того-Πριν, εκδόσεις ΕΞΑΝΤΑΣ
- Отец-Ο μπαμπάς, εκδόσεις ΕΞΑΝΤΑΣ
- Тень Леонида- Η σκιά του Λεωνίδα, εκδόσεις ΕΞΑΝΤΑΣ
- Разденься-Γδύσου, εκδόσεις ΕΞΑΝΤΑΣ
- Последняя ночь века-Η τελευταία νύχτα του αιώνα, εκδόσεις ΕΞΑΝΤΑΣ
- Секреты жёлтого ковра-Το μυστικό του κίτρινου τάπητα, εκδόσεις ΕΛΛΗΝΙΚΑ ΓΡΑΜΜΑΤΑ
- Проверка удостоверения-Έλεγχος ταυτότητας, εκδόσεις ΕΞΑΝΤΑΣ
- Чужие слова-Οι ξένες λέξεις, εκδόσεις ΕΞΑΝΤΑΣ
- Я нет-Εγώ δεν, εκδόσεις ΕΞΑΝΤΑΣ
- Greek around the world, εκδόσεις ΑΠΟΨΗ
- Я буду забывать тебя каждый день-Θα σε ξεχνάω κάθε μέρα, εκδόσεις ΕΞΑΝΤΑΣ
- Голова кошки-Το κεφάλι της γάτας, εκδόσεις ΜΙΝΩΑΣ
- п. Х.-μ.Χ., εκδόσεις ΕΞΑΝΤΑΣ

### Путеводители
- Les Grecs d’aujourd’hui, Paris, Balland, 1979, 159 p. «Pour voyager au présent ; 1» (ISBN 2-7158-0200-5)

### Кинематограф[15]
- Я устал-Je suis fatigué, 1982 un court métrage de Vassilis Alexakis[16]
- Нестор Хармидис переходит в атаку-Nestor Carmides passe à l’attaque, 1984
- Стол-La table, 1989
- Афиняне- Les Athéniens, 1991 Первый приз на международном фестивале комедии Шанрус.

### Юмористические зарисовки
- Любовь моя-Mon amour !, 1978.
- Слепой и Философ-L’Aveugle et le Philosophe, Éd. Quiquandquoi (Suisse), 2006